# Lijst van Britse Eurocommissarissen
Dit is de Lijst van alle Britse Eurocommissarissen van 1973 tot 2019.
| #  | Eurocommissarissen                                                  | Eurocommissarissen    | Eurocommissarissen                                    | Portefeuille(s)                      | Termijn                              | Nationale partij | Europese Partij | Commissie |
| -- | ------------------------------------------------------------------- | --------------------- | ----------------------------------------------------- | ------------------------------------ | ------------------------------------ | ---------------- | --------------- | --------- |
| 1  |                                                                     | Christopher Soames    | Sir Christopher Soames (1920–1987)                    | Vicevoorzitter                       | 6 januari 1973 – 5 januari 1977      | Conservative     | EVP             | Ortoli    |
| 1  | Externe Betrekkingen                                                | Christopher Soames    | Sir Christopher Soames (1920–1987)                    |                                      | 6 januari 1973 – 5 januari 1977      | Conservative     | EVP             | Ortoli    |
| 1  | Handel                                                              | Christopher Soames    | Sir Christopher Soames (1920–1987)                    |                                      | 6 januari 1973 – 5 januari 1977      | Conservative     | EVP             | Ortoli    |
| 2  |                                                                     | George Thomson        | George Thomson (1921–2008)                            | Regionaal Beleid                     | 6 januari 1973 – 5 januari 1977      | Labour           | PES             | Ortoli    |
| 3  |                                                                     | Roy Jenkins           | Roy Jenkins (1920–2003)                               | Voorzitter                           | 6 januari 1977 – 5 januari 1981      | Labour           | PES             | Jenkins   |
| 4  |                                                                     | Christopher Tugendhat | Christopher Tugendhat (1937)                          | Begroting                            | 6 januari 1977 – 5 januari 1981      | Conservative     | EVP             | Jenkins   |
| 4  | Financieel Toezicht                                                 | Christopher Tugendhat | Christopher Tugendhat (1937)                          |                                      | 6 januari 1977 – 5 januari 1981      | Conservative     | EVP             | Jenkins   |
| 4  | Financiële Diensten                                                 | Christopher Tugendhat | Christopher Tugendhat (1937)                          |                                      | 6 januari 1977 – 5 januari 1981      | Conservative     | EVP             | Jenkins   |
| 4  | Vicevoorzitter                                                      | Christopher Tugendhat | Christopher Tugendhat (1937)                          | 6 januari 1981 – 5 januari 1985      | Thorn                                | Conservative     | EVP             |           |
| 4  | Begroting                                                           | Christopher Tugendhat | Christopher Tugendhat (1937)                          | 6 januari 1981 – 5 januari 1985      | Thorn                                | Conservative     | EVP             |           |
| 4  | Financieel Toezicht                                                 | Christopher Tugendhat | Christopher Tugendhat (1937)                          | 6 januari 1981 – 5 januari 1985      | Thorn                                | Conservative     | EVP             |           |
| 5  |                                                                     |                       | Ivor Richard (1932–2018)                              | Sociale Zaken                        | 6 januari 1981 – 5 januari 1985      | Labour           | PES             | Thorn     |
| 5  | Werkgelegenheid                                                     |                       | Ivor Richard (1932–2018)                              |                                      | 6 januari 1981 – 5 januari 1985      | Labour           | PES             | Thorn     |
| 6  |                                                                     |                       | Baron Cockfield Arthur Cockfield (1916–2007)          | Vicevoorzitter                       | 6 januari 1985 – 5 januari 1989      | Conservative     | EVP             | Delors I  |
| 6  | Interne Markt                                                       |                       | Baron Cockfield Arthur Cockfield (1916–2007)          |                                      | 6 januari 1985 – 5 januari 1989      | Conservative     | EVP             | Delors I  |
| 6  | Fiscale Zaken                                                       |                       | Baron Cockfield Arthur Cockfield (1916–2007)          |                                      | 6 januari 1985 – 5 januari 1989      | Conservative     | EVP             | Delors I  |
| 6  | Douane-unie                                                         |                       | Baron Cockfield Arthur Cockfield (1916–2007)          |                                      | 6 januari 1985 – 5 januari 1989      | Conservative     | EVP             | Delors I  |
| 7  |                                                                     |                       | Stanley Clinton Davis (1928)                          | Vervoer                              | 6 januari 1985 – 5 januari 1989      | Labour           | PES             | Delors I  |
| 7  | Consumenten- bescherming                                            |                       | Stanley Clinton Davis (1928)                          |                                      | 6 januari 1985 – 5 januari 1989      | Labour           | PES             | Delors I  |
| 7  | Milieuzaken                                                         |                       | Stanley Clinton Davis (1928)                          |                                      | 6 januari 1985 – 5 januari 1989      | Labour           | PES             | Delors I  |
| 8  |                                                                     | Leon Brittan          | Sir Leon Brittan (1939–2015)                          | Vicevoorzitter                       | 6 januari 1989 – 5 januari 1993      | Conservative     | EVP             | Delors II |
| 8  | Mededinging                                                         | Leon Brittan          | Sir Leon Brittan (1939–2015)                          |                                      | 6 januari 1989 – 5 januari 1993      | Conservative     | EVP             | Delors II |
| 8  | Financiële Diensten                                                 | Leon Brittan          | Sir Leon Brittan (1939–2015)                          |                                      | 6 januari 1989 – 5 januari 1993      | Conservative     | EVP             | Delors II |
| 8  | Vicevoorzitter                                                      | Leon Brittan          | Sir Leon Brittan (1939–2015)                          | 6 januari 1993 – 24 januari 1995     | Delors III                           | Conservative     | EVP             |           |
| 8  | Handel                                                              | Leon Brittan          | Sir Leon Brittan (1939–2015)                          | 6 januari 1993 – 24 januari 1995     | Delors III                           | Conservative     | EVP             |           |
| 8  | Eerste-vicevoorzitter                                               | Leon Brittan          | Sir Leon Brittan (1939–2015)                          | 25 januari 1995 – 15 september 1999  | Santer                               | Conservative     | EVP             |           |
| 8  | Handel                                                              | Leon Brittan          | Sir Leon Brittan (1939–2015)                          | 25 januari 1995 – 15 september 1999  | Santer                               | Conservative     | EVP             |           |
| 9  |                                                                     | Bruce Millan          | Bruce Millan (1927–2013)                              | Regionaal Beleid                     | 6 januari 1989 – 5 januari 1993      | Labour           | PES             | Delors II |
| 9  | 6 januari 1993 – 24 januari 1995                                    | Bruce Millan          | Bruce Millan (1927–2013)                              | Regionaal Beleid                     | Delors III                           | Labour           | PES             |           |
| 10 |                                                                     | Neil Kinnock          | Neil Kinnock (1942)                                   | Vervoer                              | 25 januari 1995 – 15 september 1999  | Labour           | PES             | Santer    |
| 10 | Eerste-vicevoorzitter                                               | Neil Kinnock          | Neil Kinnock (1942)                                   | 16 september 1999 – 22 november 2004 | Prodi                                | Labour           | PES             |           |
| 10 | Administratieve Hervorming                                          | Neil Kinnock          | Neil Kinnock (1942)                                   | 16 september 1999 – 22 november 2004 | Prodi                                | Labour           | PES             |           |
| 11 |                                                                     | Chris Patten          | Sir Chris Patten (1944)                               | Externe Betrekkingen                 | 16 september 1999 – 22 november 2004 | Conservative     | EVP             | Prodi     |
| 12 |                                                                     | Peter Mandelson       | Peter Mandelson (1953)                                | Handel                               | 22 november 2004 – 3 oktober 2008    | Labour           | PES             | Barroso I |
| 13 |                                                                     | Catherine Ashton      | Baroness Ashton van Upholland Catherine Ashton (1956) | Handel                               | 3 oktober 2008 – 1 december 2009     | Labour           | PES             | Barroso I |
| 13 | Eerste-vicevoorzitter                                               | Catherine Ashton      | Baroness Ashton van Upholland Catherine Ashton (1956) | 1 december 2009 – 1 november 2014    | Barroso II                           | Labour           | PES             |           |
| 13 | Hoge Vertegenwoordiger voor Buitenlandse Zaken en Veiligheidsbeleid | Catherine Ashton      | Baroness Ashton van Upholland Catherine Ashton (1956) | 1 december 2009 – 1 november 2014    | Barroso II                           | Labour           | PES             |           |